# Sonia Rykiel
(Sonia Rykiel)
Sonia Rykiel, nata Sonia Flis (Parigi, 25 maggio 1930 – Parigi, 25 agosto 2016), è stata una stilista e scrittrice francese.

Il logo della maison.

A lei si deve la nascita del termine "démodé", coniato nel 1976.

## Biografia
Sonia Rykiel entrò nel mondo della moda all'età di 17 anni, venendo assunta come vetrinista in un laboratorio tessile parigino. Iniziò a disegnare abiti nel 1962, quando, durante la sua seconda gravidanza, non riusciva a trovare vestiti che le fossero comodi. Dopo aver ottenuto supporto dall'azienda del marito, nel 1968 la Rykiel aprì la sua prima boutique a Rue de Grenelle, nelle Galéries Lafayette. Soprannominata "Regina del Tricot",  concentrò la propria produzione sulla lana, dandole la stessa importanza che gli altri stilisti normalmente riservavano a tessuti più pregiati. La Rykiel fu anche la prima stilista a produrre capi in maglia stampati e a realizzare maglioni di ogni foggia e misura e di ogni colore, anche se almeno all'inizio della sua attività il suo colore preferito era il nero.
La sua fama si consolidò dopo che Elle le aveva dedicato una copertina al suo lavoro. La produzione della stilista si estese quindi all'abbigliamento maschile e a quello per i bambini, ad una linea di accessori, ad una di profumi e ad una di cosmetica. Nel 2001 la direzione creativa del marchio passò da Sonia alla figlia Nathalie, ex-modella, che inaugurò una linea di gioielleria, e dal 2003 una linea di sex toys, appositamente venduti nel negozio Woman di Parigi. Nel 2005 sono state aperte tre boutique del marchio negli Stati Uniti (a Boston, New York e Guam).
La Rykiel scrisse due libri sulla moda (Et je la voudrais nue... e Paris Sur le pas de Sonia Rykiel) ed una raccolta di favole per bambini (Tatiana Acacia, con dedica alla nipote Tatiana); inoltre collaborò al piano di restauro dell'Hotel Crillon e compose insieme al cantante Malcolm McLaren un brano del suo album del 1995 Paris.
Nel 1985 le fu conferita la Legione d'onore.
Nel 2012 rivelò di avere la malattia di Parkinson - da lei tenuta nascosta per quindici anni, fino a quando cioè le era stato possibile - in un libro autobiografico intitolato N'oubliez pas que je joue, dove non esitò a descrivere tutti i segni visibili della patologia sul suo fisico, dai tremori alle difficoltà di deambulazione.
Sonia Rykiel morì a Parigi il 25 agosto 2016, per complicazioni della malattia neurodegeneativa. 

## Vita privata
Ebbe due figli: la già citata Nathalie e un maschio, Jean-Philippe, musicista e compositore, cieco dalla nascita. Era di religione ebraica.